# Кула
Вижте пояснителната страница за други значения на Кула.
Кулата е архитектурна конструкция, инженерно съоръжение или сграда, чиято височина обикновено надвишава широчината, често съществено. Тя е конзолна конструкция, опряна само в земята или в друга конструкция, без помощта на спомагателни въжета. Вътрешният обем на кулите е много малък. Те се строят, за да се извлече някакво предимство от тяхната височина. Те могат да имат множество различни приложения – за отбрана, натрупване на потенциална енергия (например водонапорна кула), сигнализиране на далечни разстояния (морски фар, телевизионна кула, минаре, часовникова кула) и много други.

## Видове кули

### Небостъргач
Небостъргачът е многоетажна сграда с голяма височина. Причината за неговото изграждане е най-доброто и икономично използване на земята. Много често се срещат групи от небостъргачи в търговските центрове на големите градове, където стойността на земята е висока.
Изобретенията, които позволяват изграждането на небостъргачи са стоманата, стоманобетонът, кристала, хидравличната помпа и асансьора. До XIX век сгради с повече от шест етажа са рядкост, тъй като тяхната прекомерна височина ги прави непрактични. В допълнение, материалите и техниките, необходими за изграждането на небостъргач се различават значително от тези, използвани при нормални сгради.
Първата сграда небостъргач е построена през в периода 1884 – 1885 година. Състои от десет етажа и е висока 42 метра. Това е The Home Insurance Building в Чикаго. Въпреки това, височината днес не е впечатляваща и наистина, ако е построен днес едва ли ще бъде окачесвен като небостъргач. Въпреки това, по съвременните стандарти, първият истински небостъргач би бил Сингер Билдинг в Ню Йорк, построен през 1908 година.
През 30-те години на миналия век и след това, се появяват небостъргачи в големите градове на Латинска Америка – Мексико, Сао Пауло, Буенос Айрес, Сантяго де Чили и Каракас, както и в Азия – Шанхай, Хонконг и др. След Втората световна война Съветският съюз планира изграждането на осем големи кули (Кулите Сталин), седем от които са построени. Останалата част от Европа също започва да строи високи сгради, като се започва с Мадрид през 1950 година.
Концентрацията на хора и услуги в малка област дава възможност за по-голяма икономическа ефективност. Концентрацията на служителите в една сграда дава възможност на компаниите да се постигне по-висока производителност, тъй като не са необходими средства за пътуване или доставка по куриер. Но тези сгради имат също неудобства и недостатъци. Високата концентрация на населението изисква големи инвестиции в инфраструктурата на транспорта, инсталации за доставката на вода, електроенергия, комуникация, канализация и т.н.

### Стражева или отбранителна кула
Наименованието е наблюдателна, стражева или отбранителна кула. Това е такава кула, която е част от укрепление с което е свързана, въпреки че по принцип може да е изтеглена извън стената и да е свързана с нея с помощта на малка дъга или мост, които могат лесно да бъдат унищожени, ако кулата попадне в ръцете на неприятеля (врага).
Много от тези кули имат бойници, познати още като амбразури. Те представляват тесен, верикален, продълговат отвор в стената на крепостната кула. Използват се за стрелба по противника, като пстрелящия остава прикрит и практически невидим за неприятеля. Размерите на отвора зависят от използваното оръжие – арбалет, пушка, а също така от историческото време. Най-много кули са се строяли по време на Средновековието, защото по това време замъците-крепости на феодалите служат едновременно за резиденции и за защита от набезите на съседните феодални владетели. С края на феодалната епоха ролята на замъците-крепости намалява. Някои от тях са преустроени в дворци и губят своята отбранителна функция.
Този вид кули служат най-вече за наблюдения на околността около крепостта и обикновено на тях има стража денонощно. Кулата служи също така за отблъскване на противника, който се опитва да се приближи до крепостта и премине през стената. Кулите могат да имат кръгла или квадратна форма и обикновено са разположени в четирите ъгъла на крепостта.
Примери за съпътстващи кули могат да бъдат кулата дел Оро в Севиля, Малмуерта в Кордоба или Еспантаперос в Бадахос (цитаделата има няколко примера на тези кули), всички в Испания.

### Обсадна кула
Обсадата кула е съоръжение, използвано в Античността и Средновековието и служи да прехвърля войски през вражеската стена. Когато се приближи до стената, от нея се хвърля абордажна кука или мост. След това войниците могат спокойно да нахлуят през стените направо в града или замъка. Кулата обикновено има правоъгълна основа и е на няколко нива, свързани с вътрешно стълбище, като се стеснява нагоре и е с височина приблизително колкото тази на стените на крепостта. Това дава възможност на стрелците да стоят на върха ѝ и да стрелят направо във вътрешността на укреплението. По-късно отбранителните кули се конструират така, че да са с два-три метра по-високи от стените, с подвижен мост на върха за достигане на бойниците.
Придвижва се на четири големи колела. Обикновено обсадните кули се правят от дърво, но някои имат и метални части. Тъй като дървената конструкция я прави уязвима на подпалване, често има покритие от желязо или пресни животински кожи. Първоначално тя се задвижва от вол или кон, но при приближаване на целта, животинската тяга се заменя със силата на много хора в задната ѝ част.
В древни времена, обсадната кула е използвана както в Европа, така и в Далечния изток. Изграждането ѝ изисква значително време и ресурси, така че тя обикновено се строи само в краен случай, когато всички други мерки не успяват и когато укрепленията не могат да бъдат преодоляни чрез атака със стълби (ескалада), подкопаване или разбиването на стените или портите с тарани. Обикновено се носят предварително произведените сглобяеми части, а монтирането на кулата става на мястото на обсадата, подобно на требушета.
Обсадната кула е изобретена за първи път около 900 години пр.н.е. в древния Близък изток, около 305 години пр.н.е. в Европа и по време на Античността в Далечния изток. Тя е с големи размери и се придвижва тромаво. Както всички средновековни обсадни машини, обсадната кула става неактуално и спира да се произвежда с откритието на топа и оръдието по принцип, което става около XV век.

### Контролно-въздушна кула
Контролно-въздушната кула, или още носеща названието командно-диспечерски пункт е определен вид кула, на върха на която е разположена командна зала, от която се наблюдава, ръководи и контролира трафика на дадено летище (най-вече), пристанище или дори железопътна гара. В тази командна зала се намират различни работници – диспечери и ръководители на полета.
Мястото и височината на командния център е от съществено значение, тъй като трябва да има видимост на цялата област около нея и във всички посоки, затова кулата е значително по-висока от другите съседни сгради в околността, а също така има и големи прозорци. Контролно-въздушните кули работят 24 часа в денонощието, 365 дни в годината. Поради тази причина обикновено работниците се редуват и работят на смени.
В контролната кула се извършва наблюдението на въздушното, водното или железопътното движение в областта на летището и неговите околности, с други думи отлитането и кацането на самолетите, акостирането и отплаването на корабите или пристигането и заминаването на влаковете. При пристанищата контролната кула насочва трафика във и от пристанището до един определен размер и осъществава визуален контрол. Контролните зали са снабдени с радио, телефони, компютри, камери и друга апаратура, която позволява непрекъснат контакт с пилотите, капитаните или машинистите.

### Камбанария
Камбанария е сграда или кула, построена в близост до катедрала, църква, храм, параклис, манастир или друга религиозна сграда, където може да бъде поставена камбана, за да призове енориашите на църковна служба. Всъщност кулата може да има значителен брой камбани с най-различна големина. Камбанариите започват да се строят през четвърти век, когато камбаните започват да навлизат като страничен елемент в християнството, но се разпространява широко в по-късния етап от средновековието, приблизително между IX и XII век.
Сред камбанариите най-известна вероятно е наклонената кула в Пиза. Предназначена да стои вертикално, веднага след началото на строителството ѝ през 1173 година тя започва да се накланя на север, заради слабата земна основа и неправилното изпълнение на фундирането. Към 2006 наклонът е около 13°. Височината на кулата е 55,86 m от терена до по-ниската страна и 56,70 m до по-високата страна. Теглото ѝ е 14 500 тона.
Също така много известна е камбанарията на базиликата Сан Маркос във Венеция. Тя е осветена на 8 октомври 1094 г.
В късната средновековна архитектура и в последвалите етапи от развитието ѝ, камбанарията става част от основния архитектурен ансамбъл. Всеки град в Западна Европа се е стремял да има по-висока камбанария за да привлича повече търговци и посетители в града.
Днес много камбанарии, вместо камбани или звънци, имат карийон – музикален инструмент, съставен от различни звуци на камбани.

### Минаре
Минарето е името, с което се обозначават кулите на джамиите, храма при мюсюлманите. Нейната основна цел е да предостави на мюезина място за провеждане на молитвите и за приканване на всички вярващи към молитва. Такива молитви се провеждат пет пъти на ден. Това обикновено става от най-високата тераса на минарето. Днес функцията на мюезина често е заменена от мегафон.
Формата на минарето варира в зависимост от неговото местоположение. В Северна Африка например джамиите обикновено имат само едно, квадратно минаре. В източната част на Африка мюсюлманските джамии имат повече от едно, обикновено две или четири минарета. Най-високото минаре в света е 210 метра и се намира в Джамията на Хасан II в Казабланка, Мароко.
Конструкцията на минарето се състои от три части. Първата е основата, която се вкопана дълбоко в земята, за да бъде намерен твърд фундамент, върху който да се излее плочата. Едър чакъл и други подобни материали се използват при нейната направа. Отделното минаре представлява издължен цилиндричен стълб (втората част) или многоъгълен, със заострени ръбове корпус, завършващ с конус (заострен на върха). Обикновено стълбите са разположени вътре в минарето. Балконът, третата част, обгражда издължената конструкция на минарето в горната му част, откъдето мюезинът отправя молитвата си. Представлява надвесена конструкция, украсена с орнаменти като декоративни тухли или керемиди, с корнизи, арки и надписи от Корана. Обикновено украсата на минаретата се определя от височината и броя на балконите.

### Донжон
Донжон е главната кула в европейските феодални замъци. В отличие от останалите кули, донжонът се намира във вътрешността на крепостните стени, на най-недостъпното и защитено място и обикновено не е свързан с тях, един вид крепост в самата крепост. Наред с отбранителна функция, той изпълнява и резидентска функция. Така че в него се разполагат много важни помещения като оръжейната, складовете с храни, кладенеца и други.
Формата на донжона е твърде разнообразна. Във Великобритания са популярни четириъгълните кули, но се срещат и кръгли, осмоъгълни, правилни и неправилни многоъгълници, а така също и комбинация от няколко форми. Тяхното развитие е свързано преди всичко със стиловете в архитектурата, както и обсадната техника. Кръглата или многоъгълна кула противостои по-добре на снаряди. Много често при строежа на донжона, архитектите се съобразяват с релефа на терена.

### Часовникова кула
Часовникова кула е вид кула, на която има поставени един или повече (в повечето случаи четири, на четирите страни) големи часовника. Тя може да бъде част от друга постройка като например кметство, банка или част от комплекс постройки, но много от часовниковите кули са и самостоятелни сгради. Твърде често камбанариите на църквите са едновременно и часовникови кули. Часовниците на часовниковите кули обикновено отбелязват кръглите часове с камбанен звън или с изсвирване на кратка мелодия.
В миналото часовниковите кули играят изключително важна роля, тъй като до средата на XX век повечето хора не притежават джобен часовник или ръчен часовник. Кулите са изграждани в центровете на населените места, на централния площад и често са най-високите постройки в селищата.
Известни часовникови кули в света са Спаската кула в Московския Кремъл и Часовниковата кула на Уестминстър (Биг Бен) в Лондон.

### Охладителна кула и комин
Охладителните кули са структури за охлаждане на вода и други охладители при температури, близки до околната среда. Основната употреба на големи промишлени охладителни кули е за понижаване на температурата на охлаждащата вода и се използва в електроцентрали, петролни рафинерии, нефтохимически инсталации, инсталации за природен газ, преработка и други промишлени съоръжения.
Охладителните кули използват изпарението на водата за отвеждане на топлината от един процес, като например производството на електроенергия. Техният размер варира значително от малки до много големи структури, които могат да превишават 120 метра височина и 100 метра дължина. Малките кули обикновено са построени в заводите.
Коминът е подобен на охладителна кула, но като правило е много по-тесен. Той е структура за вентилация на горещи димни газове или дим от бойлер, печка, пещ или камина и отвеждането им навън в атмосферата.

### Водонапорна или водоснабдителна кула
Водонапорната кула е съоръжение в сисемата на водоснабдяването, която служи за регулиране на напора и разхода на вода във водопроводната мрежа, създаване на запаси и изравняване на графика на работа на водопомпената станция.
Водонапорната кула се състои от резервоар за вода и опорна конструкция. Регулиращата ѝ функция се състои в това, че в часовете на понижено потребление на вода, остатъкът от водата, който се подава от водопомпената станция, се натрупва и съхранява във водонапорната кула за да се изразходва от нея в часовете на увеличено потребление на вода.
Височината на кулата – разстоянието от земята до долната част на резервоара обикновено не превишава 25 метра, в много редки случаи достига 30 метра. Вместимостта на резервоара е от няколко десетки m3 (за малките водопроводи) до няколко хиляди m3 (в големите градски и промишлени водопроводи). Опорните конструкции се изработват основно от стомана, железобетон, понякога от тухли, а резервоарът – преимуществено от стомана и железобетон. Водонапорните кули са снабдени с тръби за отвеждане на водата, преливни устройства за предотвратяване на препълването, а също така и със система за измерване на нивото на водата и изпращане на сигнали в диспечерския пункт.

### Обелиск
Обелиск е висок каменен паметник с четири еднакви трапецоидни страни, особено типичен за Древен Египет. Той може да се разгледа и като вид кула. Първият, за който се пазят сведения, е от епохата на фараона Усеркаф, около 2500 години пр.н.е. Смята се, че египетските обелиски са били с позлатен връх (пирамидион) и на тях се е гледало като на седалище на бога на слънцето Ра. Пред храмовете на слънцето от епохата на V династия стои по един обелиск, а пред тези от епохата на Новото царство (XVIII – ХХ династия) – по два. Предполага се, че това разположение в началото е прието заради симетричността и едва по-късно преминава в слънчево-лунна символика, с други думи единият стълб е свързан със слънцето, а другият с луната като небесни светила.

### Фар
Морският фар е съоръжение, сграда, най-често във формата на кула със силен светлинен източник на върха за обозначаване на морските пътища и улесняване навигацията на плавателните съдове. Изгражда се на брега на остров или на плитчина в големи водни басейни. С други думи фаровете се постявят на някакво място по крайбрежието, макар да съществуват и такива фарове, които са разположени по-навътре в сушата, далече от брега.
Силният светлинен източник е оборудван с оптическа система за усилване на светлината, както и звукова система за предупреждение – сирена и обикновено е боядисан в контрастни цветове. Основната конструкция включва Френелови лещи като ширината, цветът и разстоянието между тях варира в зависимост от предназначението на всеки фар. Когато е в експлоатация, лампата излъчва светлинни лъчи през обектива, въртящ се на 360 градуса.
Освен светлинен и звуков сигнал, някои фарове предават и радио сигнал (радиофарове). Морските фарове се използват за сигнализация за опасни области от сушата, скали на неочаквани места, както и за безопасно навлизане на кораби в пристанищата.
С напредъка на навигационната техника, фаровете остават на заден план, работещите фарове по света не привишават 1500 и те служат основно за туристическа атракция. Един от известните фарове в историята е Александрийският фар, построен на остров Фарос, близо до град Александрия в Египет. Латинското име на острова е навлязло в много европейски езици като нарицателно за морски фар.
Корабите, които идват от морето не само че ще видят светлината на фара, за да ги предупреди за близостта на брега, но също така ще видят интервалите и цветовете на светлинните лъчи, които ще им помогнат да разпознаят в коя точка на брега ще акостират.
Съвременните спътникови навигационни системи като GPS почти премахват необходимостта от фаровете, но те все още са полезни (за сигурност) при навигация по карта през нощта.

### Телевизионна кула
Телевизионната кула е висока кула, снабдена с антена за излъчване на голямо разстояние на радио и телевизионен сигнал. Най-често в конструкцията им са предвидени зали за наблюдение отвисоко, заведения и други.
Разстоянието на което може да се предаде сигнала зависи от височината на кулата, затова телевизионните кули трябва да са по възможност много високи и също така да са построени на най-високата точка в местността. Устойчивостта на сигнала зависи от мощността на предавателя, затова големите телевизионни кули имат високо потреблеие на електроенергия. Голямата мощност още създава опасност от пожари, които са трудни за потушаване предвид височината.
Най-високата телевизионна кула се намира в Токио и е висока 634 метра. Големите телевизионни кули често стават символи на градовете, в които се намират и привличат туристи. С развитието на кабелната и спътникова телевизия, значението на телевизионните кули намалява все повече.

### Слънчева кула
Слънчевата или соларна кула е сграда, която използва слънчева енергия от конвекцията на въздуха.
В най-простия си вид се състои от комин, боядисан в черно. По време на деня, слънчевата енергия загрява комина, което от своя страна загрява въздуха вътре в нея, създавайки течение на въздуха нагоре в комина или кулата. „Засмукването“, което се създава в основата на кулата може да се използва за вентилация и охлаждане на сградата отдолу. В повечето части на света е по-лесно да се впрегне силата на вятъра за производство на един вентилация от този тип, но при топло време и липса на вятър слънчевата кула може да осигури вентилация, когато производството на енергия не би било възможно другояче.
Този принцип е предпочитан за генерирането на електроенергия, с помощта на един вид парников ефект на дъното, отколкото използването на отоплението на самия комин.
Основният проблем при този подход е относително малката разлика между най-високата и най-ниската температура на системата. Цикълът на Карно ограничава значително ефективността на преобразуване при тези обстоятелства.
През месец август 2011 година стартира проект за изграждане на 800-метрова соларна кула в пустинята на щата Аризона. Диаметърът на кулата е 130 метра. Снабдена е с 32 турбини и тъй като температурата спада с един градус на всеки 100 метра, се очаква да се създаде достатъчна температурна разлика за задвижването им.

## Известни кули

### Александрийският фар
Александрийският фар е едно от Седемте чудеса на античния свят. Построен е около 280 г. пр.н.е. на остров Фарос, близо до град Александрия в Египет. Светлината, която излъчва, идва от голям огън в основата му, който благодарение на система от огледала се отразява навътре в морето. При земетресението от 1375 г. фарът е разрушен. Представлявал е кула с височина 180 метра и за времето си е бил от най-високите конструкции, създадени от човека.

### Айфеловата кула
Айфеловата кула е метална решетъчна кула, разположена на Марсово поле в Париж, превърнала се в един от най-популярните символи на Париж и Франция и една от най-известните конструкции в целия свят. Най-високото съоръжение в Париж, тя е и най-посещаваният платен паметник в света, изкачвана ежегодно от милиони посетители. Наречена е на името на своя създател Густав Айфел, тя е построена като входна арка на Световното изложение в Париж от 1889 г.
Айфеловата кула е с височина 324 m. Тя е най-високата конструкция в света от своето построяване до 1930 година, когато е изместена от тази позиция от Крайслер Билдинг в Ню Йорк. Кулата има три нива, достъпни за посетители. Изкачването до първите две нива става по стълбище или с асансьор. Стълбището до първото ниво, както и това от първото до второто ниво, има над 300 стъпала. До най-високото ниво може да се стигне само с асансьор. На долните две нива са разположени и ресторанти.

### Вавилонкската кула
Вавилонската кула е кула от библейското предание, изложено в глава втора от книгата Битие. Съгласно това предание, след Всемирния потоп човечеството е представлявало един народ, говорещ на един език. В долното течение на Тигър и Ефрат хората решават да построят нов красив модерен град, наречен Вавилон и в него кула, висока до небето. Строителството на кулата е прекъснато от Бог, който създал нови езици за различните хора, така че те престанали да се разбират помежду си и не могли да продължат строежа на града и кулата. Кулата останала незавършена, а хората се разотишли по различни места по света. По този начин Библията обяснява възникването на различните езици след потопа.

### Кулата в Пиза
Наклонената кула в Пиза е камбанария на катедралата Санта Мария Асунта в град Пиза, Италия. Намира се на Пиаца дей Мираколи. Предназначена да стои вертикално, веднага след началото на строителството през 1173 година тя започва да се накланя на север, заради нестабилната почва и неправилното изпълнение на изливането на основата. Към 2006 година наклонът ѝ е около 13°. Височината на кулата е 55,86 m от земята до по-ниската страна и 56,70 m до по-високата страна. Теглото ѝ е 14 500 тона.
Строителството е спряно за около 90 години. Когато строежът продължава, кулата започва да променя посоката на наклона от север на юг. Вертикалното отклонение от основата е 5,6 m. Завършена е през 1360 година.
През 2007 г. успешно е намалено отклонението при върха с 45 cm до положението от 1838 г. чрез проект, ръководен от специалисти по земна механика, на стойност 20 милиона долара, с отнемане на 70 тона почва от северната страна и поставянето на баласт и метални тросове.

### Кулите близнаци
Кулите близнаци са в основата на Световния търговски център в Ню Йорк. те представляват два четириъгълни корпуса близнаци (южен и северен), високи по 411 метра. Върху покривите им има площадки за кацане на хеликоптери. Всяка от двете кули има по 110 етажа и общо 104 асансьора. В небостъргачите се намират офисите на 430 корпорации и транснационални компании, в които работят над 50000 души. Те са от стъкло и стомана, със специална конструкция и за известно време са най-високите постройки в Ню Йорк. На 11 септември 2001 г. в двете кули се врязват отвлечени самолети. Първият се разбива в Северната кула, вторият в Южната 18 минути по-късно. За по-малко от два часа и двата небостъргача се сриват до земята, като първи се срутва вторият ударен небостъргач – Южната кула, а 29 минути след нея и Северната.